# Placówka Straży Granicznej II linii „Bolesławiec”
Placówka Straży Granicznej II linii „Bolesławiec” – jednostka organizacyjna Straży Granicznej pełniąca służbę wywiadowczą na granicy polsko-niemieckiej w okresie międzywojennym.

## Geneza
Na wniosek Ministerstwa Skarbu, uchwałą z 10 marca 1920 roku, powołano do życia Straż Celną. Od połowy 1921 roku jednostki Straży Celnej rozpoczęły przejmowanie odcinków granicy od pododdziałów Batalionów Celnych. Proces tworzenia Straży Celnej trwał do końca 1922 roku. Placówka Straży Celnej „Bolesławiec” weszła w podporządkowanie komisariatu Straży Celnej „Gola” z Inspektoratu SC „Praszka”.

## Formowanie i zmiany organizacyjne
W drugiej połowie 1927 roku przystąpiono do gruntownej reorganizacji Straży Celnej. W praktyce skutkowało to rozwiązaniem tej formacji granicznej.
Rozporządzeniem Prezydenta Rzeczypospolitej Polskiej Ignacego Mościckiego z 22 marca 1928 roku, do ochrony północnej, zachodniej i południowej granicy państwa, a w szczególności do ich ochrony celnej, powoływano z dniem 2 kwietnia 1928 roku  Straż Graniczną.
Rozkazem nr 3 z 25 kwietnia 1928 roku w sprawie organizacji Wielkopolskiego Inspektoratu Okręgowego dowódca Straży Granicznej gen. bryg. Stefan Pasławski  określił strukturę organizacyjną komisariatu SG „Dzietrzkowice”. Placówka Straży Granicznej II linii „Bolesławiec” znalazła się w jego strukturze.
Siedziba placówki mieściła się w wynajętym od osoby prywatnej budynku.
Rozkazem nr 12 z 14 lipca 1939 roku w sprawie reorganizacji placówek II linii i posterunków wywiadowczych oraz obsady personalnej, komendant Straży Granicznej gen. bryg. Walerian Czuma zniósł placówkę II linii „Bolesławiec”.

## Kierownicy/dowódcy placówki
| stopień    | imię i nazwisko     | okres pełnienia służby | kolejne stanowisko                                                            |
| ---------- | ------------------- | ---------------------- | ----------------------------------------------------------------------------- |
| przodownik | Stanisław Jaskulski | do 14.07.1939          | od 14.07 - 01.09.1939 komendant połączonych plac. Bolesławiec, Chróścin, Gola |

Obsada personalna placówki 1938-1939:
- strażnik Antoni Chwastowski - był 19.02.1938 r.[13]
- strażnik Karol Rusaczek - był 6.02.1939 r.[14]